# Wang Fuzhi
Wang Fuzhi (xinès 王夫之 pinyin Wáng Fūzhī, Wade-Giles Wang Fuchih), 1619–1692) nom de cortesia Ernong (而农), pseudònim Chuanshan (船山), fou un filòsof xinès de finals de la dinastia Ming i començaments de la dinastia Qing.

## Vida
Nascut en una família d'erudits a Hengyang, província de Hunan, en 1619, Wang Fuzhi va començar la seva educació en els textos clàssics xinesos quan era molt jove. Va passar l'examen de servei civil a l'edat de vint anys, però la seva projectada carrera funcionarial es va veure desviada per la invasió de la Xina per part dels manxús, fundadors de la dinastia Qing (o Ch'ing).
Mantenint-se fidel als emperadors Ming, Wang primer va lluitar contra els invasors, i després va passar la resta de la seva vida en la clandestinitat. El seu refugi estava al peu de la muntanya Chuanshan, de la qual va obtenir el seu nom alternatiu). Va morir el 1693, tot i que no se sap amb certesa on ni com.

## Obra filosòfica
Es diu que Wang Fuzhi va escriure més de cent llibres, però molts d'ells s'han perdut. La resta de les seves obres han estat recollides i batejades Ch’uan-shan i-shu ch’uan-chi.
Wang era un seguidor de Confuci, però creia que la filosofia neo-confuciana que dominava la Xina en aquell temps havia distorsionat els ensenyaments de Confuci. Va escriure els seus propis comentaris sobre els clàssics confucians (incloent-hi cinc sobre el Yi Jing o Llibre dels Canvis), i va desenvolupar gradualment el seu propi sistema filosòfic. Va escriure sobre molts temes, incloent-hi metafísica, epistemologia, filosofia moral, poesia i política. A banda de Confuci, també va ser influït per Zhang Zai i el principal neo-confucià primerenc Zhu Xi.

### Metafísica
La metafísica de Wang és una versió del materialisme. El seu pensament era que només existeix el qi (o ch'i, la força energètica o material); el li (principi, forma o idea), que era un concepte central en el pensament tradicional confucià, no existeix de manera independent, i és simplement el principi del qi. Qi = El fet que tot l'univers ha existit sempre

### Ètica
Les idees metafísiques de Wang el van portar a una filosofia moral naturalista (que li va atorgar molta popularitat a la Xina moderna). Afirmava que no hi ha valors en la naturalesa; les virtuts i els valors s'assignen a objectes i accions per part dels éssers humans. En particular, els desitjos humans no són intrínsecament dolents; només no són inevitables, són una part essencial de la nostra naturalesa, però poden ser beneficiosos - el caràcter moral dels éssers humans es basa en els sentiments dels altres. No és altra cosa que la manca de moderació el que ens porta problemes. Els desitjos humans constitueixen el principal exemple de la nostra relació - com a éssers materials - amb el món material en què vivim, i la naturalesa humana es desenvolupa a partir de la nostra naturalesa material inicial, juntament amb els canvis que patim com a resultat de les nostres interaccions amb el món.

### Epistemologia
Wang va posar un gran èmfasi tant en la necessitat de l'experiència com de la raó: cal estudiar el món a través dels nostres sentits, i la raó ens fa anar amb compte al respecte. El coneixement i l'acció s'entrellacen, i l'actuació és la base de coneixement. L'obtenció de coneixement és un procés lent i laboriós, no hi ha casos d'il·luminació sobtada.

### Política i història
A banda de la seva actitud materialista, la popularitat de Wang a la Xina moderna prové en gran part del seu pensament polític i històric: el govern, segons ell, hauria de beneficiar al poble, no als que estan al poder. La història és un cicle continu de renovació, que implica el progrés gradual de la societat humana. Hi ha períodes de caos, així com d'estabilitat prosperitat, en funció del grau de virtut de l'emperador i de la població en el seu conjunt, però la direcció subjacent és cap amunt. És el resultat de les lleis naturals que governen els éssers humans i la societat. Wang creia que el poder dels senyors feudals era dolent, i hauria de ser debilitat per l'augment dels impostos, que també donaria lloc a un augment del nombre de pagesos propietaris de terres.
| El que s'entén per Camí [Dao] és la gestió de les coses concretes. […] Lao-zi era cec i va dir que hi havia Camí en la buidor […] Buda era cec i va dir que hi havia Camí en el silenci […] Un pot seguir pronunciant aquestes paraules extravagants sense parar, però mai ningú pot escapar de les coses concretes. |
| (Ch’uan-shan i-shu) |

Wang va adoptar una forta postura anti-manxú en els seus escrits i va ser notable pel seu intent sistemàtic a l'hora d'expressar el seu anti-manxuisme en un context històric i filosòfic ampli. També va insistir que els xinesos es distingeixen de "bàrbars".